# Токарно-гвинторізний верстат

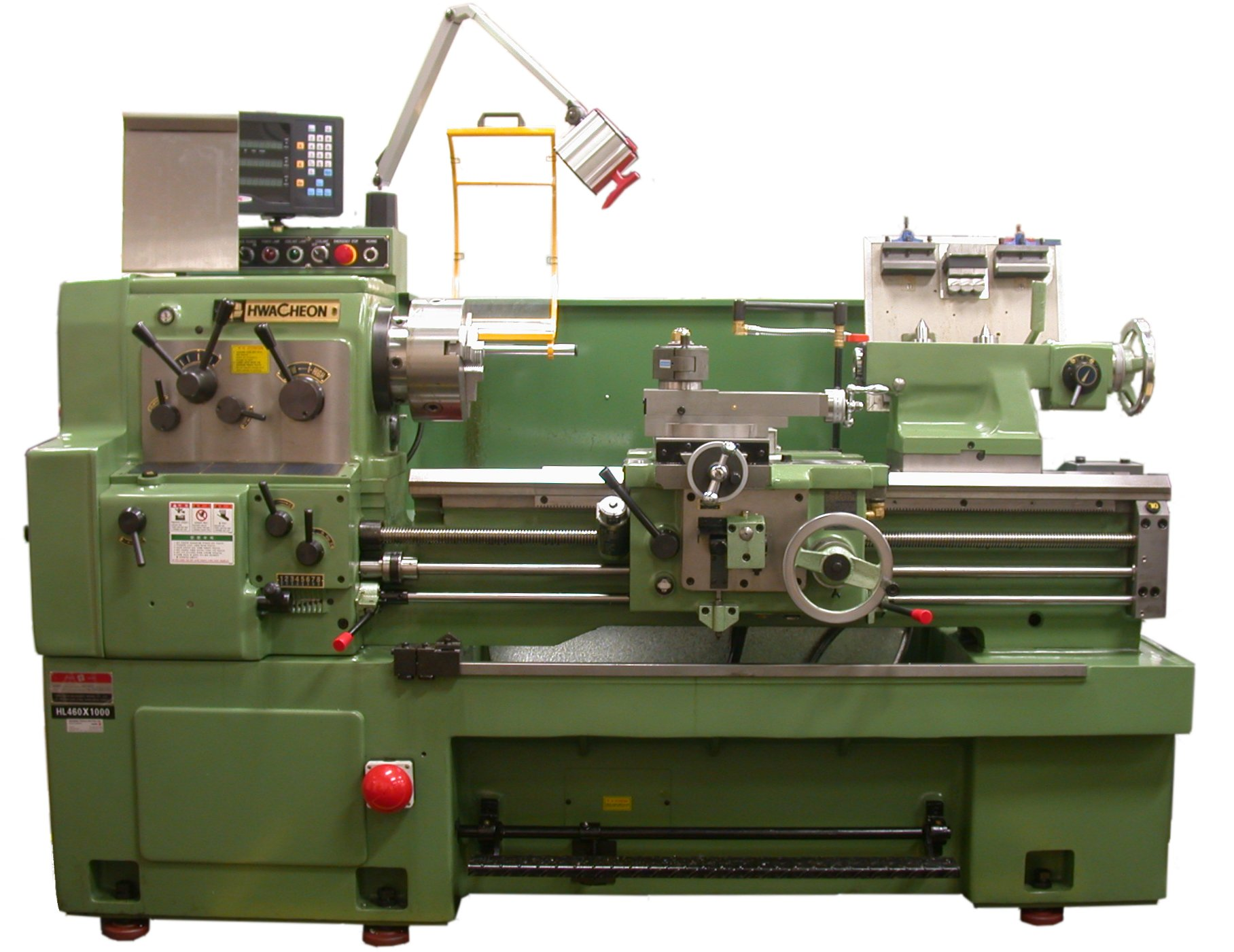
Універсальний токарно-гвинторізний верстат

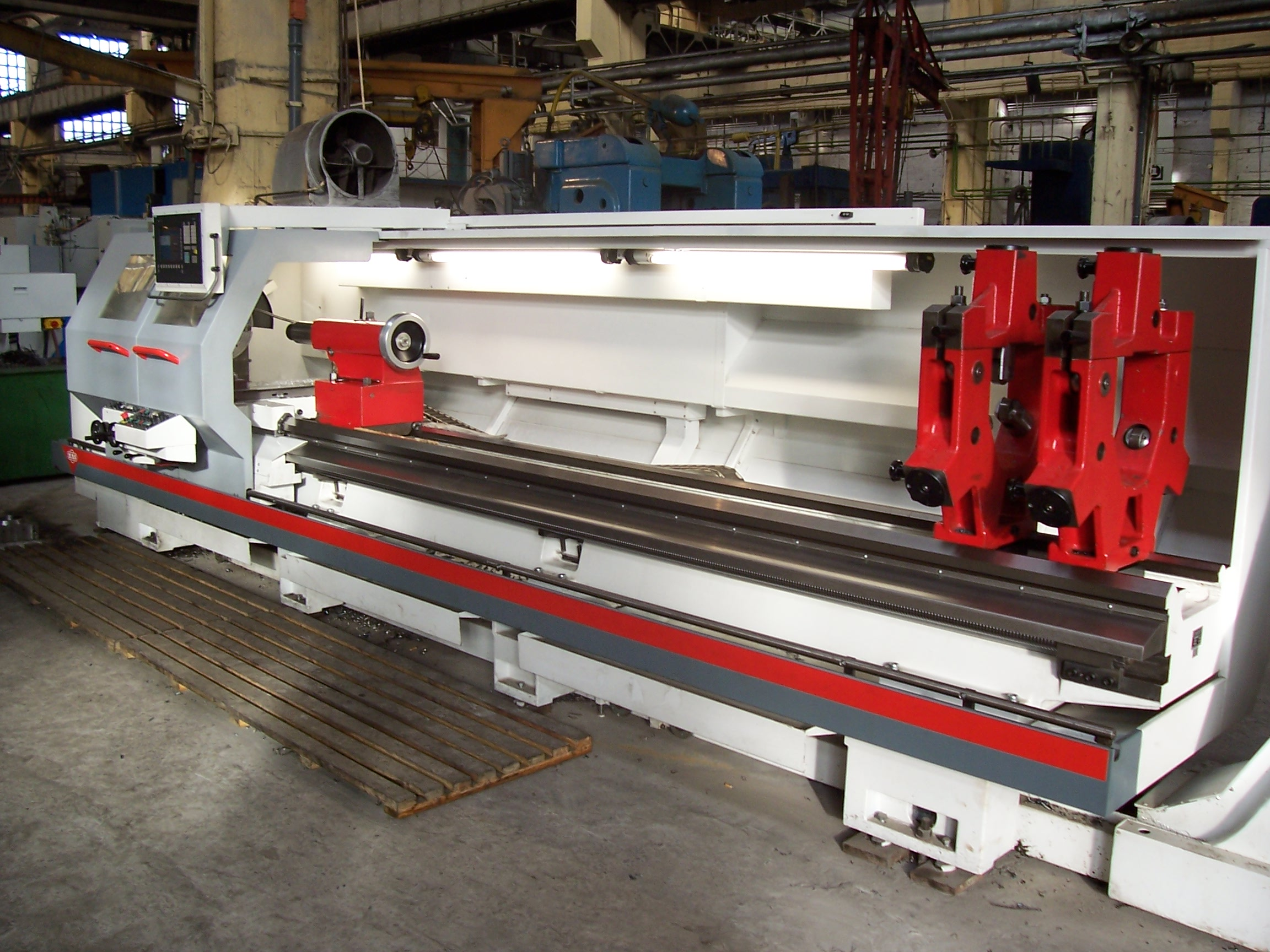
Токарно-гвинторізний верстат з ЧПК

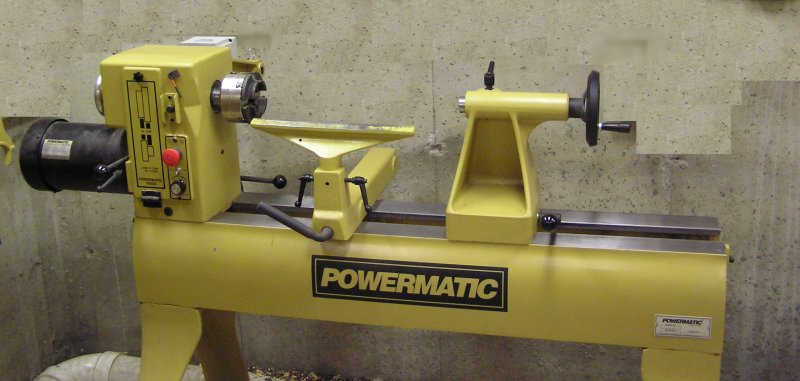
Токарний деревообробний верстат

Тока́рно-гвинторі́зний верста́т — один із типів верстатів токарної групи, які призначені для виконання різноманітних токарних робіт, а також для нарізування метричних, дюймових, модульних, пітчевих і торцевих різьб. Верстати як правило мають високу жорсткість, достатню потужність, високі частоти обертання шпинделя, і це дозволяє обробляти деталі на підвищених режимах різання. При обробці складних криволінійних поверхонь на верстатах можна застосовувати гідрокопіювальний супорт, що автоматизує процес обробки. При обробці отворів задня бабка за допомогою спеціального замка може з'єднуватися із супортом і одержувати механічну подачу. У фартуху є пружинна муфта, що дозволяє обробляти деталі за упором, що також автоматизує процес обробки.

## Опис основних вузлів
Верстат складається із таких основних частин: станини, передньої бабки, задньої бабки, супорта, гітари, коробки подач, фартуха, клино-пасової передачі.
Станина є основною і служить для монтажу всіх основних складальних одиниць верстата. По напрямним станини переміщується каретка супорта і задня бабка.
Передня бабка встановлюється в лівій частині станини для закріплення заготовки і повідомлення їй обертального руху. В ній розміщена коробка швидкостей.
Задня бабка підтримує вільний кінець довгих заготовок. В ній кріплять різальні інструменти (свердла, зенкери, ро́звертки). Вона складається із основних трьох частин: корпуса, пінолі та плити. В конічний отвір пінолі можна встановити центр або інструмент. При необхідності корпус задньої бабки суміщають в поперечному напрямку для обточування конусних отворів.
Супорт призначений для кріплення різців у різцетримачі і переміщення їх в поздовжньому і поперечному напрямках, відносно оброблюваної заготовки, вручну або механічно.
Гітара служить для передачі обертання від коробки швидкостей до коробки подач.
Коробка подач передає обертання на ходовий гвинт або ходовий вал. Її конструкція дозволяє налагоджувати верстат на необхідну подачу чи на крок нарізання різьби.
Клинопасова передача служить для передачі обертального руху від електродвигуна на вал коробки швидкостей.
Фартух призначений для виконання ручної поздовжньої подачі супорта, а також механічної поздовжньої подачі від ходового валика і ходового гвинта. Ручна подача здійснюється за допомогою маховика, на валу якого знаходиться зубчасте колесо, яке зачіпляється із зубчастим колесом, насадженим на валик з рейковою шестернею. Це колесо знаходиться в постійному зачепленні із зубчастою рейкою, яка прикріплена до станини.
Механічну подачу від ходового валика здійснюють через черв'як, насаджений на ковзну шпонку. Черв'як обертає колесо і через кулачкову муфту і зубчасті колеса рух передається на рейкову шестерню. Для включення механічної подачі руків'я слід повернути на себе.
Для безпечної роботи всі рухомі частини верстата закриті кожухами. Відкидний екран над різцетримачем і кожух токарного патрона обладнанні електроблокуванням, тому верстат можна включити лише при опущених кожусі та екрані.
Коробка швидкостей складається із циліндричних зубчастих передач, а вони, як і пасові, характеризуються передавальним числом. Для зміни частоти обертання шпинделя в коробці швидкостей є блоки зубчастих коліс, які можна переміщати вздовж вала на шліцах, або шпонках.

## Моделі верстатів

### Промислові універсальні
- ДП200 (ДП абревіатура від рос.: "Догнать и Перегнать") — перші радянські токарно-гвинторізні верстати з коробкою швидкостей виробництва Московського верстатобудівного заводу "Червоний пролетар"[ru]. Випускався з 1932 року по 1937 рік.
- ДП300, ДП400, ДП500 — модифікації ДП200 що відрізнялися висотою центрів над станиною.
- 1Д62 — наступник ДП200. Випускався з 1937 року по 1948 рік.
- 1А62 — наступник 1Д62. Випускався з 1949 року по 1956 рік[1]
- 1К62 — наступник 1А62. Випускався  з 1956 року по 1971 рік.[2]
- 16К20 — наступник 1К62. Випускався з 1973 року по 1988 рік.[3][4][5][6]
- КА-280 — український аналог 16К20 виробництва Київського верстатобудівного виробничого об'єднання.[7] Випускався з 1991 до 2003 року.[8]
- ЖА-805 — український аналог КА-280 виробництва Житомирського заводу верстатів-автоматів.
- МК6056 — наступник 16К20.
- МК6057, МК6058 — модифікації МК6056 що відрізнялися міжцентровою відстанню. Останні верстати збудовані Московським верстатобудівним заводом "Червоний пролетар". Завод припинив своє існування у 2010 році.
- 16ВТ20П — білоруський аналог МК6057 підвищеної точності виробництва Вітебського верстатобудівного заводу.[9]

### Навчальні універсальні
- ТВШ-2 — перший радянський настільний токарно-гвинторізний верстат для шкільних майстерень виробництва Ростовського заводу малогабаритного верстатного обладнання (Ростов-на-Дону, Російська СФСР).[10]
- ТВШ-3 — модернізована версія ТВШ-2 з копіюванням конструкції німецького верстата вивезеного радянськими військами за часів Другої світової війни. Виробництвом займалися Верхньотуринский машинобудівелний завод (Верхня Тура, Російська СФСР), техникум міста Енгельс, виправні колонії для неповнолітніх.[10][11]
- ТВ-4 — наступник ТВШ-3. Вироблявся Ростовським заводом малогабаритного верстатного обладнання.[10]
- ТВ-6 — наступник ТВ-4.
- ТВ-6М — модернізована версія ТВ-4 виробництва Дубненського ливарно-механічного заводу (Дубно, Українська РСР).[12]
- ТВ-7 — наступник ТВ-6.
- ТВ-7М, ТВ-9, ТВ-11 — модифікації ТВ-7, що відрізнялися від базової моделі міжцентровою відстанню.
- ТВ-16 — аналог-копія чехословацького верстата TOS MN-80a. Випускався на різних підприємствах СРСР з 1950-х років.[13][14]

## Цікаві факти
- Для навчальних закладів СРСР масово випускався спрощений діючий макет промислового токарно-гвинторізного верстата у зменшеному масштабі виробництва Моcковського дослідного заводу "Макет", обладнаний електромотором (вага без мотора 6 кг).[15][16][17] Також були випущені більш деталізовані діючі макети 1Д62М[18] та 1К62[19] в масштабі 1:5.
- З 2007 року в Росії виготовляли серію повнофункціональних малогабаритних верстатів для дітей віком від 8 років, зокрема й токарно-гвинторізний верстат.[20]
- У 2003 році, за менш аніж місяць до своєї смерті британський інженер з точної обробки Альфред Роберт "Боб" Міллоус (1922-1933) завершив створення діючої моделі верстата Holbrook Lathe Model C[21][22] у масштабі 1:6, з відтворенням усіх деталей. Альфред з 23 лютого 1939 року влаштувався учнем верстатника і вродовж усього періоду Другої світової війни працював на заводі Holbrook Tool Company, який виготовляв оригінальний верстат з 1940 року по 1960-ті роки. Наразі модель знаходиться в експозиції американського Музею мініатюр інжерної майстерності (Карлсбад, США). У 2000 році за цю ще незавершену на той момент модель Альфреда було нагороджено срібною медаллю найcтарішої виставки Model Engineer Exhibition[23], яка проводиться щорічно з 1907 року.[24][25][26]